# Яхт-рок
Яхт-рок (англ. yacht rock, изначально известный как уэст-кост-саунд (англ. West Coast sound, звук западного побережья) — это жанр рок-музыки, который вдохновляется другими жанрами, такими как гладкий джаз, диско и ритм-энд-блюз. Этот тип музыки был популярен в середине 1970-х — середине 1980-х годов. Однако яхт-рок получил свое название только в 2005 году, после дебюта интернет-сериала под названием «Яхт-рок», который был создан писателем и актёром Дж. Д. Рызнаром.

## История
До появления интернет-сериала песни, которые теперь подпадают под категорию яхт-рока, ассоциировались с роком, ориентированным на взрослых, или со «звуком западного побережья». В 1980 х годах термин яхт-рок воспринимался как оскорбление теми, кому нравился этот жанр. Если вы были человеком, которому нравился яхт-рок, о вас думали, как о богатом человеке, который слушал убогую музыку своего отца. Теперь это название ассоциируется с чувством счастья и расслабления, похожим на то, что человек чувствовал бы летом, когда он лежит на лодке и наслаждается своей жизнью.

### Яхт-рок в последние десятилетия
Следы яхт-рока можно найти в хип-хоп музыке с 1990-х годов по сегодняшний день. В песне «Regulate», выпущенной в 1994 году, Уоррен Джи семплировал знаменитый вступительный ритм и мелодию из песни Майкла Макдональда «Я продолжаю забывать (Каждый раз, когда ты рядом)». Thundercat, известный хип-хоп басист, также обратился к Майклу Макдональду и Кенни Логгинсу за вдохновением и помощью в работе над своим третьим альбомом под названием «Drunk». Канье Уэст, как известно, семплировал две песни в стиле яхт-рок в своих собственных песнях. В своей песне «Champion» он семплировал песню Стили Дэн «Kid Charlemagne». В своей песне «Through the Wire» он исполнил семпл припева песни Чака Хана «Through the Fire».

## Характеристики
Яхт-рок известен своим чистым пением и использованием электрического пианино, а не электрических или акустических гитар, как другие популярные жанры того времени. Сама музыка создана для того, чтобы чувствовать себя шикарно. Для того, чтобы сделать это, потребовалось много времени и деталей для создания песен. Например, для создания альбома Steely Dan, выпущенного в 1980 году под названием «Gaucho», потребовалось 42 музыканта и 11 инженеров. По словам Джей Ди Ризнара, это те аспекты песни, которые должны быть в ней, чтобы её можно было классифицировать как яхт-рок:
- Лирические темы, которые могут разделять убитые сердцем и глупые мужчины
- Высококачественная продукция
- Сделано в 1970-х или 1980-х годах
- Они имеют географическую связь с Южной Калифорнией или западным побережьем США
- В них чувствуется влияние джаза или ритм-энд-блюза
- Их сделали или пели такие люди, как The Doobie Brothers, Toto, Кенни Логгинс, Кристофер Кросс, Steely Dan и другие[6]

Хотя есть песни определенных групп, которые подходят под критерии яхт-рока, это не значит, что эти группы являются только яхт-рок-группами. Например, у Братьев Дуби есть несколько песен, которые относятся к жанру яхт-рока, в том числе «What A Fool Believes», «It Keeps You Running» и «How Do the Fools Survive?» Вокалист Майкл Макдональд отвечает за гладкие и джазовые мелодии, которыми известен яхт-рок.

## Представители
Журнал Classic Rock опубликовал список из 5 самых важных альбомов яхт-рока:
- Loggins & Messina — Full Sail (1973)
- Boz Scaggs — Silk Degrees (1976)
- Steely Dan — Aja (1977)
- The Doobie Brothers — Minute by Minute (1978)
- Christopher Cross — Christopher Cross (1979)